# Dlinnaja (kulle)
Dlinnaja är en kulle i Antarktis. Den ligger i Östantarktis. Australien gör anspråk på området. Toppen på Dlinnaja är 74 meter över havet.
Terrängen runt Dlinnaja är platt. Trakten är obefolkad. Det finns inga samhällen i närheten.